# Ryan O’Reilly (Musiker)
Ryan O’Reilly (geboren 1986) ist ein britischer Singer-Songwriter mit irischen Wurzeln. Er lebt zurzeit in Berlin.

## Leben und Werk
O’Reilly hat irische Eltern, wuchs aber in Southampton, England, auf. Mit dem Gitarrenspiel begann er im Alter von 10 Jahren. Als Teenager gab er seine musikalischen Kreationen erstmals am offenen Mikro in Toronto zum Besten. Zusammen mit einigen anderen befreundeten Musikern trat er eine Weile als Straßenkünstler in London auf. Nachdem er in diversen Live-Shows in Europa mit seinen Songs zu hören war und 2014 durch seine „Sofa Concerts“ in Berlin eine gewisse Popularität gewonnen hatte, spielten auch etliche Radiostationen z. B. seine Songs aus der 2015 veröffentlichten EP Sometimes Things Just Happen. Dies führte dazu, dass sein Name ins „Poplexikon“ des SWR3 aufgenommen wurde.
2016 schloss O’Reilly einen Plattenvertrag bei Katars Indie-Label „DNA Records“ ab. Nach seiner Europa-Tour mit Lissie und seiner England-Tour mit King Charles, die im Winter 2016 stattfand, veröffentlichte er sein erstes Studio-Album The Northern Line, das vom Stern als „Musiktipp der Woche“ empfohlen wurde. Im November und Dezember 2016 trat der Sänger zusammen mit der kanadischen Rockband Arkells auf. 2017 startete er, begleitet vom weiblichen Folk-Trio The O’Pears aus Toronto, seine internationale Kirchentour durch Großbritannien, Schweden und Deutschland.
O’Reilly schrieb auch Songs für andere Musiker wie die Sängerin Jadea Kelly aus Toronto.

## Musikalischer Stil
O’Reilly wird als brillanter Geschichtenerzähler bezeichnet. Die Poesie seiner Songs zeichnet sich durch eine spezielle Symbolik und schwarzen Humor aus, wobei er sich nicht scheut, auch eigene Ängste zu offenbaren und selbst unangenehme Wahrheiten offen auszusprechen. Seine Musik ist beeinflusst vom klassischen Americana, vom Irish Folk und vom Heartland Rock. Laut kontakt (Bamberg) sind seine Songs inspiriert von Joe Strummer, Bob Dylan und Gillian Welch. Seine fragile, raue Stimme wird durch die puristische Instrumentierung unterstrichen. Der Londoner Evening Standard schrieb, dass die “Ryan O’Reilly Band”, zu der Tyler Kyte und David Granshaw gehören, das perfekte Gegengewicht zum „production line pop“ darstelle. Wenn O’Reilly mit seiner Band live spiele, würden die Menschen durch Leidenschaft und Poetik angesprochen werden.

## Diskografie
- Live At The Half Moon – 2009
- Emily EP – 2010
- The Blighted Apple – 2011
- Live In The Studio EP – 2011
- Live At Saint Pancras Old Church – 2012
- Portobello Road EP – 2013
- Northern Lights EP (DNA RECORDS) – 2014
- Sometimes Things Just Happen EP (DNA RECORDS) – 2015
- The Northern Line (DNA RECORDS) – 2016
- I Can’t Stand The Sound (DNA/CARGO) – 2018
- Other Plans (BICYCLE PATH) – 2023